# Elisabetta Dami

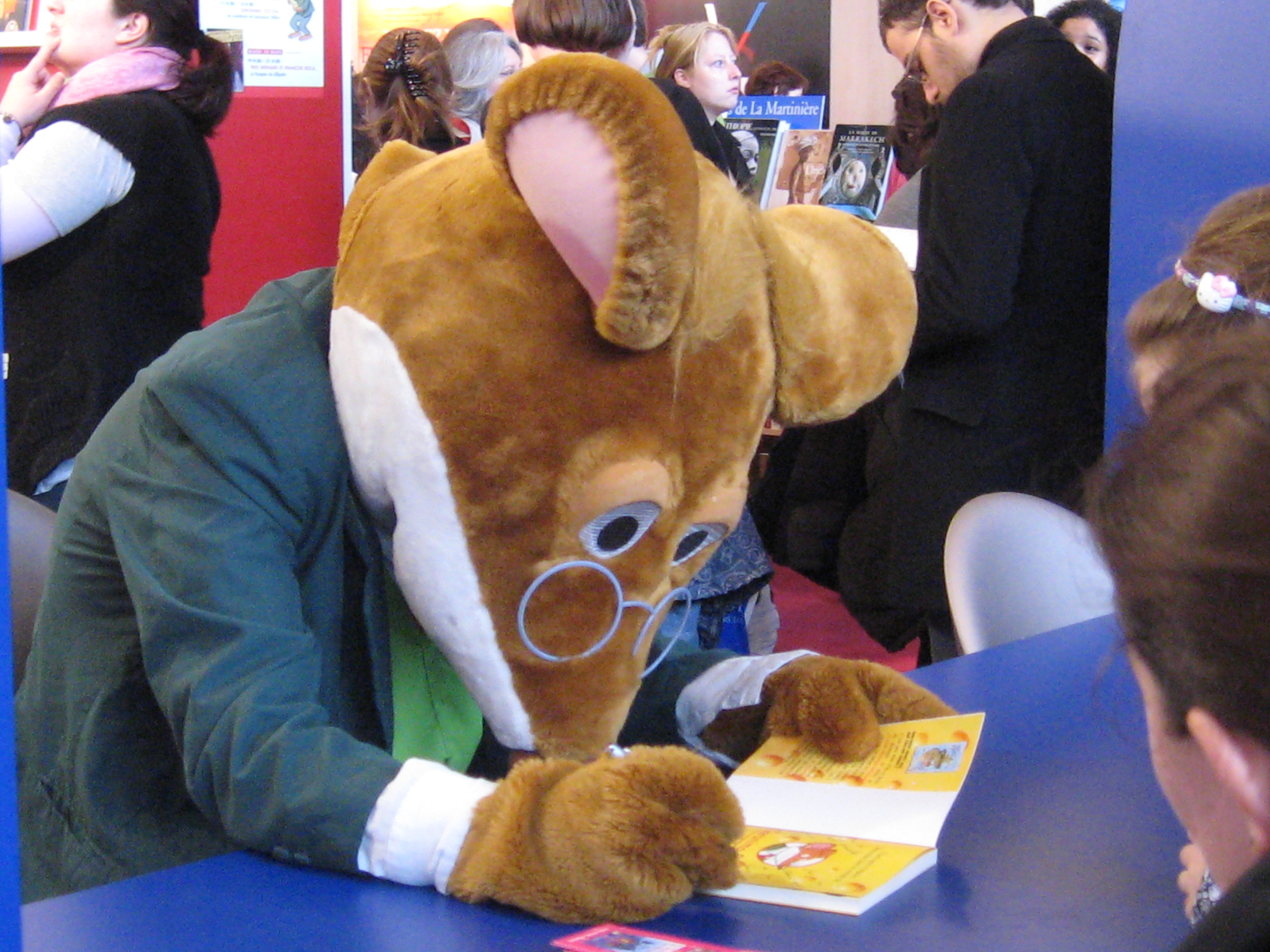
Geronimo Stilton al Saló del Llibre de París (2010)

Elisabetta Dami (Milà, 1958) és una escriptora italiana, especialitzada en literatura infantil, que escriu sota els pseudònims Geronimo Stilton i Tea Stilton.
Elisabetta és filla de l'editor Piero Dami, especialitzat en literatura infantil. Viu entre Itàlia i els Estats Units. Li agrada viatjar i viure tot tipus d'aventures: ha pujat al Kilimanjaro, ha viatjat arreu del món, té llicència per pilotar avions i ha fet maratons a Nova York i al desert del Sàhara. Elisabetta aprofita totes aquestes experiències per crear les aventures que viuen els seus personatges.
Elisabetta va començar a crear les seves històries, protagonitzades per ratolins, treballant com a voluntària en un hospital infantil, per tal d'ajudar els nens. Els seus llibres es venen a quaranta països i se n'han fet dibuixos animats, jocs i musicals. Signa les seves obres amb el nom dels seus personatges protagonistes perquè vol que els nens creguin el món de fantasia de Geronimo Stilton.
Elisabetta Dami ha creat una fundació per donar suport a projectes d'ajuda a la infància i al medi ambient.